# Костанайское восстание
Костанайское восстание — национально-освободительное движение казахов Костанайского уезда, часть Общеказахского восстания 1916 года. Население Карабальшской и Меидыкаринской волостей Костанайского уезда выразило протест против указа Российского царя от 25 июня 1916 о призыве казахов на тыловые работы в Первой мировой войне. В начале августа 74 человек не явились на призывные пункты. Правитель уезда в рапорте в высшие инстанции указал, что вооруженные казахи «не нанесли ущерба русским переселенцам, но озлоблены на полицию». В Бестобинской волости в группу восставших, вооруженных саблями, дубинами и топорами, входило 2000 человек. Наиболее сильные волнения были в 4, 5, 6, 8-м аулах, которые организовали отряд из 500 человек. Собравшихся в поселении Каратамыр (вблизи оз. Уркаш) возглавили 85-летний Е. Жиеналин, мулла С. Торебеков и О. Балгожин. Многие казахи присоединились к восставшим Торгайского уезда. В августе правитель уезда вызвал карательные войска, которые взяли в плен руководителей восстания. Осенью 600 домов из 2470 в Аманкарагайской волости присоединились к восстанию в Торгайском уезде. В декабре Костанайский военный отряд, вооруженный 2 пушками, 2 пулеметами, приступил к подавлению восстания. Бои между восставшими и карателями, начавшиеся 21 декабря 1916 года, продолжались до февраля 1917 года. Часть восставших подчинились царскому правительству, остальные присоединились к восстанию под руководством Амангельды Иманова.